# 阿不力米提·马克苏托夫
阿不力米提·马克苏托夫维吾尔族，新疆人，中华人民共和国官员。

## 生平
中华人民共和国成立后，经中共中央新疆分局书记王震、副书记徐立清及各位委员分别介绍，1949年12月30日，阿不力米提·马克苏托夫等15位新疆各民族干部在中共中央新疆分局所在地迪化市新疆分局办公大楼集体宣誓加入中国共产党（无候补期），阿不力米提·马克苏托夫成为中华人民共和国时期中国共产党在新疆发展的首批少数民族党员之一。